# 柳希玭
柳希玭（1506年—1567年），原姓姚，字子敬，號釜山，直隸廬州府廬江縣人，民籍，明朝政治人物。

## 生平
嘉靖二十二年（1543年）癸卯科應天府鄉試第七十八名舉人。嘉靖二十九年（1550年）中式庚戌科會試第四十四名，三甲第八十九名進士。兵部觀政，嘉靖三十三年（1554年）升户部河南清吏司主事，歷升员外郎、郎中，三十九年（1560年）升直隶广平府知府，治河堤，以塞横流；创书院，以育英俊；请仓粟，以赈饥荒。四十三年（1564年）迁陕西按察司副使。四十五年（1566年）升湖广布政司右参政，本年以病乞休。闭门著述，绝迹公庭，捐产分弟，都无私橐。隆庆元年卒，年六十二。

## 家族
曾祖柳廣；祖父柳萬；父柳琪，母王氏。永感下。